# Dionisio Capaz Rendón
Dionisio Capaz Rendón (El Puerto de Santa María, 1780 -Madrid, 27 de desembre de 1855) va ser un marí i polític espanyol, ministre de Marina durant la minoria d'edat d'Isabel II d'Espanya.

## Biografia
En 1799 va embarcar com guardiamarina en el Conquistador, manat per Churruca. Va participar en l'expedició francesa de Leclerc a Santo Domingo i en 1802 en la Comissió cartogràfica de les illes gregues. En la batalla de Trafalgar va combatre embarcat en el Bahama, passant com a presoner a Gibraltar.
En 1813 va ser elegit diputat a Corts per la província de Cadis fins al retorn de Ferran VII a Espanya. Va ser llavors empresonat a Madrid i traslladat després al castell de San Sebastián a Cadis, en el qual va romandre condemnat durant dos anys.
En 1818 va prendre part en un comboi que portava tropes al Callao, i va haver de fer-se càrrec del comandament quan el primer comandant va caure malalt. L'expedició va ser desastrosa, perquè els insurgents van capturar el María Isabel, vaixell que tripulava Capaz, qui, no obstant això, va arribar al Callao. Va ser sotmès a causa, de la qual va sortir absolt per motius polítics. Estava al Callao quan l'atac de Cochrane i va ser designat pel virrei Pezuela per representar-lo en les conferències de Miraflores amb José de San Martín, que no van tenir resultat pràctic (1821). Aquest mateix any va tornar a Espanya i va ser ascendit a capità de fragata i en 1822 nomenat secretari de la Junta del Almirallat i del Despatx Universal de Marina en un Ministeri presidit per Evaristo San Miguel, liberal exaltat, Ministeri que va ser sobrenomenat de Los siete niños de Écija.
En produir-se la invasió del duc de Angulema es va traslladar amb el ministeri a Sevilla i després a Cadis, va ser nomenat major general de l'Esquadra de l'Oceà i va participar en la defensa del Trocadero; caigut el règim liberal va emigrar a l'estranger i no va tornar fins a 1832, reintegrant-se-li en els seus graus, ascendint en 1835 a capità de navili i després del motí de la Granja de San Ildefonso a brigadier. En 1837 va ser escollit senador per la província de Toledo, afiliat al partit progressista, i a l'any següent ascendit a cap d'esquadra. En 1840 va ser nomenat ministre de Marina al govern de Vicente Sancho, gabinet que va quedar sense efecte. En 1841 fou nomenat president del Consell Permanent de Guerra de Generals de l'Exèrcit que havia de fallar les causes per l'aixecament d'octubre del mateix any i, empatats els vots en la del general Diego de León, el seu va ser el que va decidir la seva pena de mort, cosa que va ser unànimement censurat. Enemistat per això amb l'opinió pública, va renunciar al seu ascens a tinent general, encara que més tard ho fes valer invocant els seus drets a l'escalafó.
Va ser novament ministre de Marina amb Rodil i en produir-se l'aixecament de 1843 va emigrar a l'estranger, d'on no va tornar fins a 1847. Aquest mateix any va ascendir a tinent general. En 1853 va ser nomenat vocal de la Junta Consultiva. L'agost de 1855, elevat a capità general de l'Armada, càrrec que va exercir fins a la seva mort, el 27 de desembre següent.